# Riacho Mão Beijada
Riacho Mão Beijada är ett periodiskt vattendrag i Brasilien.   Det ligger i delstaten Paraíba, i den östra delen av landet, 1 500 km nordost om huvudstaden Brasília.
Omgivningarna runt Riacho Mão Beijada är huvudsakligen savann. Runt Riacho Mão Beijada är det mycket glesbefolkat, med 5 invånare per kvadratkilometer.